# Nhà Bazar ở Miłosław
Nhà Bazar ở Miloslaw (tiếng Ba Lan: Dom „Bazar” w Miłosławiu) - tài sản lịch sử nằm trên phố Miloslaw - Spring of Nations 24 (Reg. Số: 1924 / A, 29/12/1983), ở quận Września, thuộc Greater Poland.

## Lịch sử
Tòa nhà được xây dựng vào giữa thế kỷ 19 trên địa điểm của một quán rượu và nhà trọ cũ với chuồng ngựa, hiện nằm ở quảng trường Spring of Nations. Nó đã được mở rộng vào cuối cùng thế kỷ. Nó nổi tiếng vì thực tế là vào Mùa xuân của các quốc gia năm 1848, Kosynierzy của tòa nhà đã chiến đấu với một trận chiến thắng với quân Phổ, giống như một tấm bia kỷ niệm có nội dung: Xã hội Miloslaw năm 1964., trong lễ kỷ niệm 650 năm thành phố. "Trong thời kỳ phân vùng, tòa nhà là ngôi nhà của cuộc chiến, trong số đó là Hội thể dục" Falcon ", tòa nhà có một nhà hàng, cửa hàng và phòng khách sạn  Cho đến ngày 4 tháng 7 năm 2012 tại tầng trệt, trong số những người khác, phòng bơm "Bazaar" (tài sản, được đặt tại chỗ, đã được bán cho các chủ cửa hàng Adams) 
Miłosław đã được cấp đặc quyền thành phố trước năm 1397; thị trấn được tái hợp lại, theo luật Magdeburg, năm 1539. Vào cuối thế kỷ 16, Miłosław đã trở thành một trung tâm thủ công quan trọng. Một trận hỏa hoạn năm 1599 đã phá hủy toàn bộ thành phố. Hội nghị Luther đã diễn ra ở đó vào năm 1607, nơi đặt nền móng cho đạo Tin lành ở Wielkopolska. Trong các cuộc chiến ở Thụy Điển, quân đội do Hetmans Stefan Czarniecki và Jerzy Lubomirski chỉ huy đã đi qua thị trấn. Đầu thế kỷ 18, Miłosław là tài sản của gia đình Grabski và từ năm 1777, đến cuối thế kỷ 19, nó thuộc sở hữu của gia đình Mielżyński. Trong Mùa xuân của các quốc gia (1848), thị trấn trở thành một trong bốn trung tâm nổi dậy lớn. Chính tại đó, vào ngày 30 tháng 4 năm 1848, những người lính Ba Lan, súng trường và những người lính nông dân mang lưỡi hái của Ludwik Mierosławski và Feliks Białoskórnicki đã chiến đấu với chiến thắng của họ trước quân đội Phổ.

## Điểm du lịch
Một khu chợ sẽ được bắt gặp ở trung tâm của thị trấn (được đặt tên là plac Wiosny Ludów - tức là 'Quảng trường mùa xuân của các quốc gia'), với một tượng đài đá tưởng niệm hình ảnh trẻ em địa phương, những người đã chiến đấu để có ngôn ngữ và nói tiếng Ba Lan bản địa của họ, bị bắt lại tại các trường học trong những năm 1901–1904 và 1906–1907. Nhà số 24 tại chợ là tòa nhà cũ của Bazar mà cuộc chiến khốc liệt nhất diễn ra vào năm 1848, như được tưởng niệm bởi một tấm bia tưởng niệm cố định trên tường của nó. Điểm cao nhất của thị trấn là địa điểm của nhà thờ St. James từ những năm 1620, được trang bị một bàn thờ chính cuối thời phục hưng (cũng khoảng những năm 1620) với một giả định về bức tranh Đức Mẹ được vẽ năm 1844 bởi Seweryn Mielżyński. Một tháp chuông tân gothic trong những năm 1850, đỉnh có lỗ châu mai, đứng cạnh nhà thờ. Trong sân của nhà thờ là một tượng đài được dựng lên để vinh danh những người nổi dậy năm 1848. Ở phía bên ngoài của bức tường nhà thờ là một tượng đài với bức tượng Thánh Laurence tạo thành một phần của ngôi mộ của những người lính nông dân mang lưỡi hái Miłosław. Đối diện với nó là một nhà thờ Tin Lành trước đây vào năm 1870-1872 nơi có một Phòng trưng bày của Trung tâm Văn hóa Miłosław. Có một cung điện đầu thế kỷ 19 ở phía nam của thị trấn. Bên cạnh cung điện là một công viên cảnh quan rộng 37,8ha với các mương, cầu và ao, được thành lập, theo phong cách Pháp, vào đầu thế kỷ 19 và sau đó được định hình lại và mở rộng thành một công viên cảnh quan lãng mạn. Công viên có một tượng đài của nhà thơ Ba Lan thế kỷ 19 Juliusz Słowacki, sớm nhất từng có ở vùng đất Ba Lan; Bên cạnh tượng đài là một cây sồi trải rộng với chu vi là 680 cm. Các tuyến đường đi bộ và đi xe đạp được đánh dấu được thiết lập để đi qua Miłosław.